# Хевиозо
Хевиозо (Согбо, Со) е небесен бог-гръмовержец в дахомейската митология, глава на пантеона от небесни божества. В някои митове е наричан Агболесу (на езика фон – „огромен овен“), тъй като може да приема образа на овен, явяващ се символ на божеството на гърма. Представяно с андрогинна природа, Хевиозо е второто божество, породено от двуполовото върховно божество Маву Лиза, което по-късно, при подялбата на управлението на частите на света, му предава властта над небето и небесните стихии. Хевиозо е и върховен съдия, тъй като познава нуждите на света – изпраща над земята горещината и дъжда; причинява бедствия, убивайки хора и разрушавайки къщи, ниви и дървета, но заедно с това дарява хората с плодовитост и нивите с плодородие.
В пантеона небесни богове, чийто управник е Хевиозо, влизат седем божества, негови деца. Това са Аден, Аколомбе, Аджаката, Гбвезу, Акеле, Алаза и Гбаде – всяко от тях отговарящо за отделно проявление на небесните стихии. Някои варианти на митовете представят морското божество Агбе също за син на Хевиозо, което явно е свързано със стремежа за обединяването около Хевиозо на всички персонажи и явления, свързани с водата.